# 202-я моторизованная дивизия
202-я моторизованная дивизия — воинское соединение Вооружённых Сил СССР в Великой Отечественной войне

## История
Формировалась с февраля 1941 года в Прибалтийском Особом военном округе на базе 2-й и 5-й мотострелковых и 10-й танковой бригад.
На 22 июня 1941 года в своём составе имела 65 Т-26, 16 «Виккерс», 6 танков «Фиат 3000», 6 танков «Рено FT-17», 11 танкеток, 1 тягач Т-26, 3 БА-10, 15 БА-20
На 18 июня 1941 года дислоцировалась в Радвилишкисе, в ночь на 19 июня выступила в марш к району развёртывания, и к 22 июня 1941 года вышла в районе Кельме
В действующей армии во время ВОВ с 22 июня 1941 года по 20 сентября 1941 года.
Спешно развернулась на рубеже Кряжай-Кельме, прикрывая шоссе Таураге — Шяуляй и уже днём 22 июня 1941 года вступила в бои с передовыми частями 41-го моторизованного корпуса отразила несколько атак противника, подбила, по отчётам 20-30 танков. Слева от дивизии развернулась 9-я противотанковая бригада ПТО и эти два соединения не пропустили вражеские войска к Шяуляю до 25 июня 1941 года. С этого дня дивизия отходит на рубеж реки Вента, прикрывая отход соединений 11-го стрелкового корпуса, а затем и на северный берег реки Западная Двина.
29 июня 1941 года дивизия сосредоточилась в районе Крустпилса, не успев развернуться и 30 июня 1941 года 36-я моторизованная дивизия, форсировав Западную Двину, прорвала оборону дивизии, создала плацдарм. Силами дивизии 30 июня и 1 июля 1941 года предпринимались попытки ликвидации этого плацдарма, но задача выполнена не была. С 1 июля 1941 года вражеские войска постепенно наступали, дивизия удерживала в течение двух дней позиции у Гулбене, но вынуждена была их оставить и затем дивизия с боями отходила по маршруту Остров-Порхов-Дно. 3 июля 1941 года из дивизии был изъят танковый полк и другие моторизованные части, и переданы в 28-ю танковую дивизию и на 4 июля 1941 года дивизия имела в своём составе только 114 человек командного состава, младшего командного состава — 46, рядового — 875. Всего — 1035. Винтовок — 306, ручных пулемётов — 22, ДП — 2, орудий 76-мм — 2, 122-мм — 6, танков Т-26 — 5, Т-38 — 1. Была выведена из боёв и направлена на восстановление в район Сольцов. 12 июля 1941 года в дивизию возвращены остатки 125-го танкового полка.
После относительного восстановления, дивизия вошла в состав 1-го механизированного корпуса и 19 июля 1941 года встала на оборону Сольцов с задачей обороны переправ через Шелонь. В течение нескольких дней ведёт тяжёлые бои с противником, по отчётам дивизии отбила до 25 атак, уничтожила около 50 танков и бронемашин, 100 автомобилей, штаб противника. В конечном итоге, 22 июля 1941 года дивизия была вынуждена оставить Сольцы и отступить в район насёленных пунктов Марино — Учно, Заремо — Поцелуево, совхоз Выбити, где вновь дивизия ведёт двухдневные бои.
29 июля 1941 года дивизия 70-километровым маршем переброшена в район станции Тулебля и Старой Руссы. С ходу нанесла удар в районе станции Тулебля по колонне противника, двигавшейся по маршруту Дно — Старая Русса. По отчётам дивизии «Потери врага составили около 20 танков, свыше 70 автомашин с пехотой, 150 мотоциклистов и много кавалеристов». Ведёт бои в районе станции в течение трёх дней, затем передала полосу обороны 254-й стрелковой дивизии.
C 1 августа 1941 года в течение 6 дней ведёт бои на северо-западной окраине Старой Руссы. С 7 августа 1941 года дивизия отходит, 9 августа 1941 года вражеские войска занимают Старую Руссу, дивизия попадает в окружение, ведёт бои в окружении и в ночь на 24 августа 1941 года дивизия в районах Парфино, Шпалозавода переправилась на восточный берег реки Ловати, где заняла оборону на рубеже реки Пола, станции Пола. В этот же день на участке дивизии 19-я пехотная дивизия развила наступление и дивизия вновь фактически оказалась в окружении с единственным выходом через болота. Через 6 суток, совершив 30-километровый переход, дивизия вышла к своим. 2 сентября 1941 года остатки дивизии заняли оборону в районе западнее станции Лычково, и вела бои там.
20 сентября 1941 года официально переформирована в 202-ю стрелковую дивизию (хотя по Справочнику боевого состава уже на 1 сентября 1941 года дивизия числится стрелковой)

## Полное название
202-я моторизованная дивизия

## Подчинение
| Дата            | Фронт (округ)         | Армия      | Корпус (группа)              | Примечания |
| --------------- | --------------------- | ---------- | ---------------------------- | ---------- |
| 22.06.1941 года | Северо-Западный фронт | 8-я армия  | 12-й механизированный корпус | -          |
| 01.07.1941 года | Северо-Западный фронт | 11-я армия | -                            | -          |
| 10.07.1941 года | Северо-Западный фронт | 8-я армия  | 12-й механизированный корпус |            |
| 01.08.1941 года | Северо-Западный фронт | 11-я армия | -                            | -          |
| 01.09.1941 года | Северо-Западный фронт | 11-я армия | -                            | -          |

## Состав
- 645-й мотострелковый полк
- 682-й мотострелковый полк
- 125-й танковый полк
- 652-й артиллерийский полк
- 189-й отдельный истребительно-противотанковый дивизион
- 151-й отдельный зенитный артиллерийский дивизион
- 281-й разведывательный батальон
- 371-й сапёрный батальон
- 581-й отдельный батальон связи
- 200-й артиллерийский парковый дивизион
- 357-й медико-санитарный батальон
- 674-й автотранспортный батальон
- 106-я ремонтно-восстановительный батальон
- 53-я рота регулирования
- 461-й полевой автохлебозавод
- 839-я полевая почтовая станция
- 695-я полевая касса Госбанка

## Командиры
- Горбачёв, Владимир Константинович (11.03.1941 — 16.07.1941), полковник;
- Филиппов, Александр Михайлович (16.07.1941 — 15.08.1941), полковник;
- Штыков, Серафим Григорьевич (15.08.1941 — 20.09.1941), полковник.

Начальник штаба:
- Батицкий, Павел Фёдорович (03.1941-08.1941).